# Simrishamn
Simrishamn è un'area urbana e il capoluogo della Municipalità di Simrishamn, situata nella contea di Scania, in Svezia. Nonostante conti solo 6 546 abitanti Simrishamn è per ragioni storiche tuttora annoverata tra le città della Svezia.
Simrishamn è una pittoresca cittadina costiera, edificata lungo la via principale (“Storgatan”) che a sua volta attraversa la piazza del mercato, che costituisce il centro della città.

## Storia
Simrishamn è per la prima volta menzionata (come Symbrishafn) nel 1161, e come città nel 1361. Il prefisso Simris è stato interpretato come "la bocca (del fiume) che scorre lentamente", con riferimento all'odierno fiume Tommarpsån. È stata avanzata anche l'ipotesi che il nome possa in qualche modo riferirsi ai Cimbri, una tribù germanica, ma questa è una teoria poco accreditata. Nel 1658, quando la Scania fu definitivamente ceduta dalla Danimarca alla Svezia per effetto del Trattato di Roskilde, la città aveva una popolazione di circa 200 abitanti. La crescita fu relativamente lenta fino a circa il 1810, quando raggiunse i 700 abitanti, cresciuti a 1365 nel 1850 e a 1966 nel 1890. La riforma municipale del 1971 ha reso Simrishamn il capoluogo dell'omonimo comune di circa 20 000 abitanti.

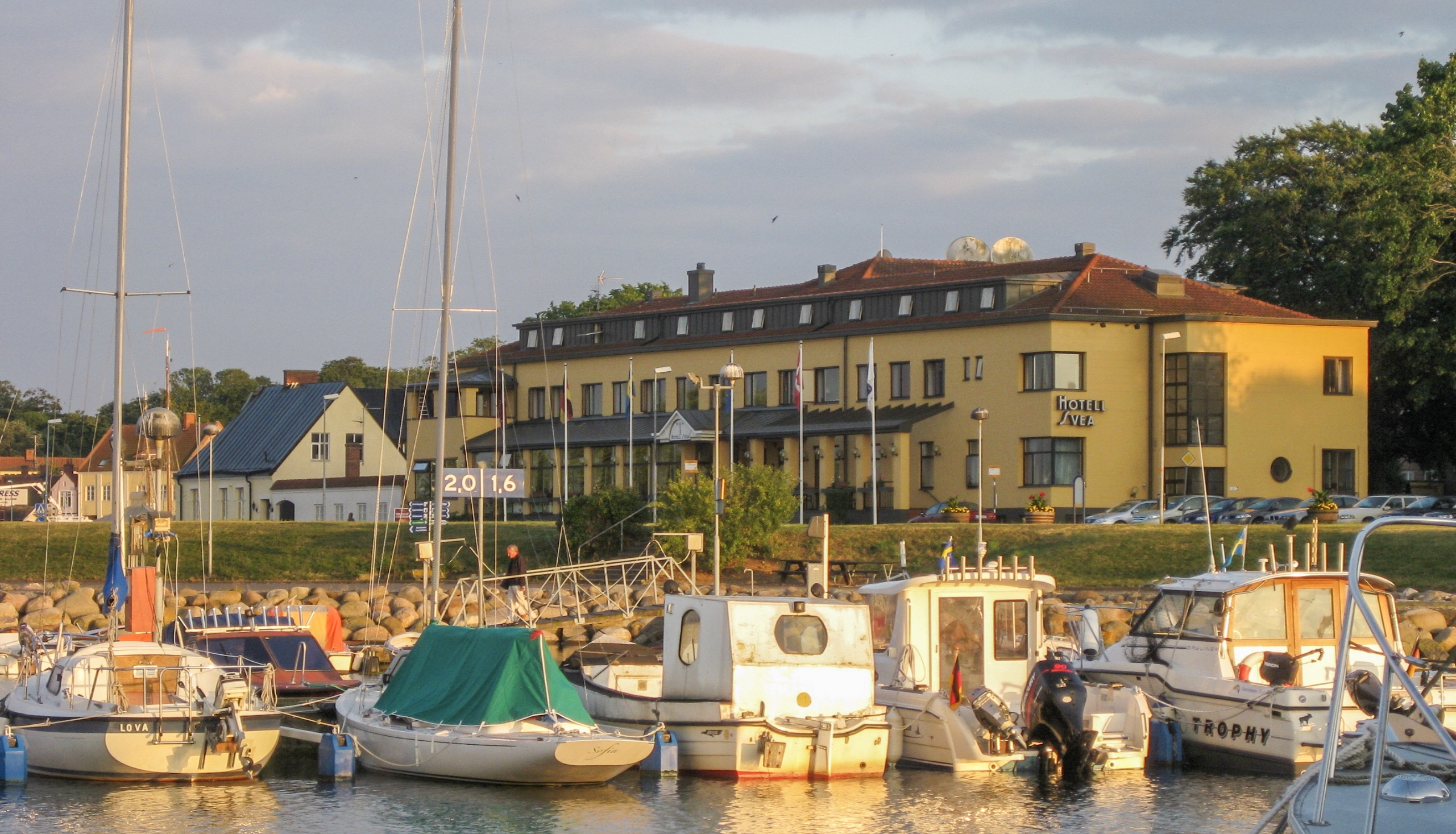
Hotel del porto
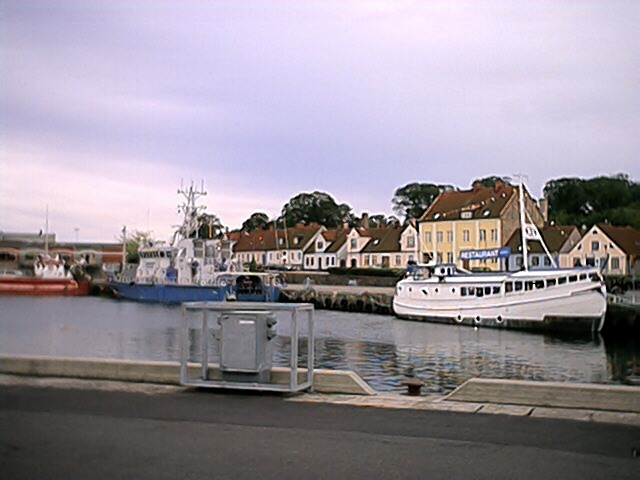
Il porto
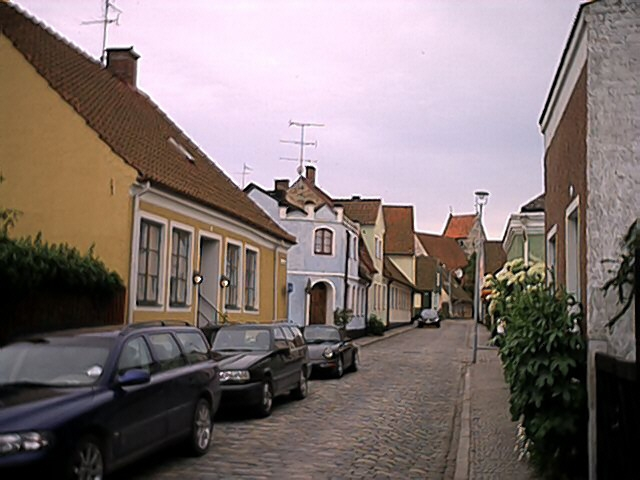
strada Stora Rådmansgatan
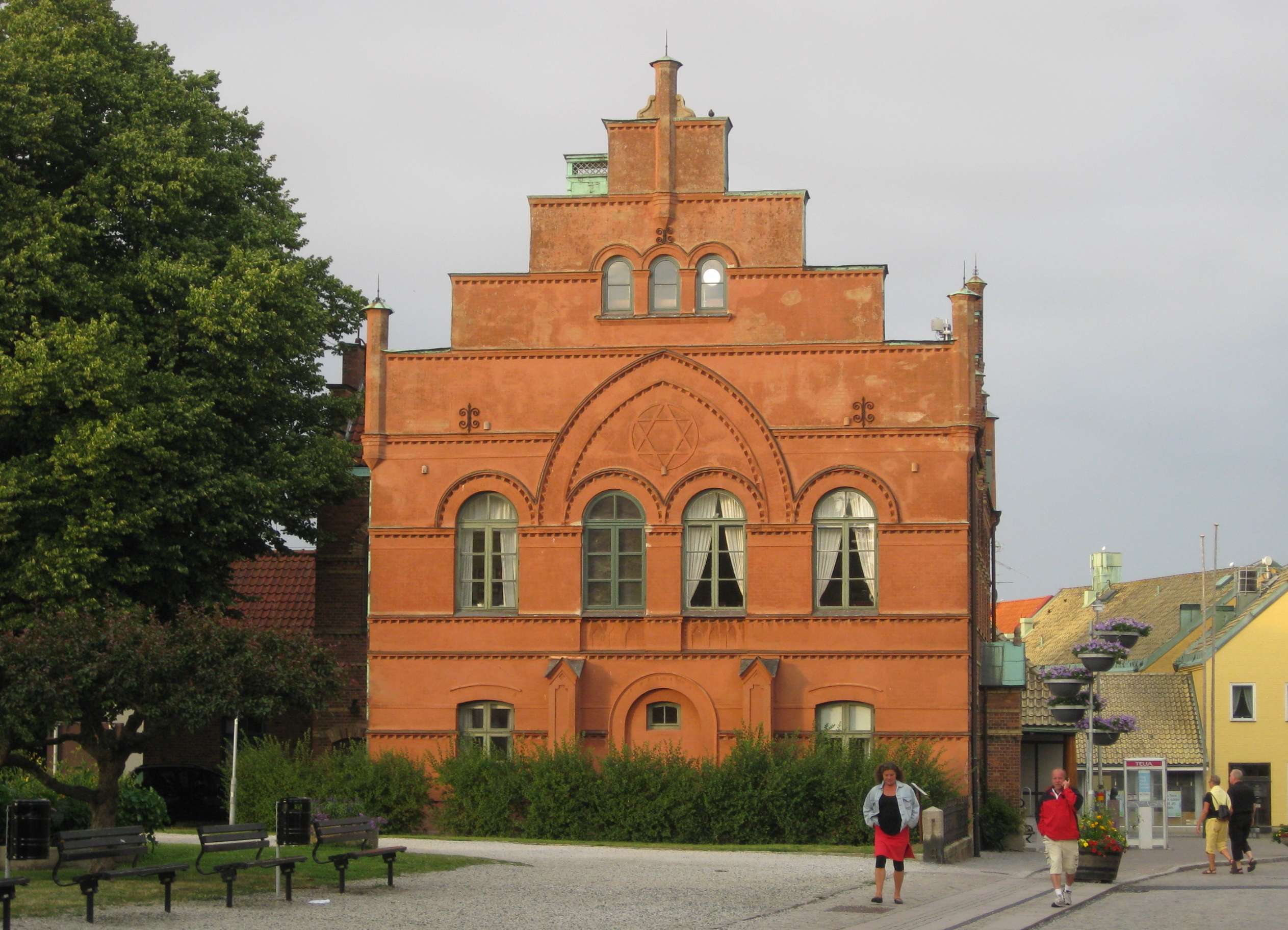
Municipio di Simrishamn
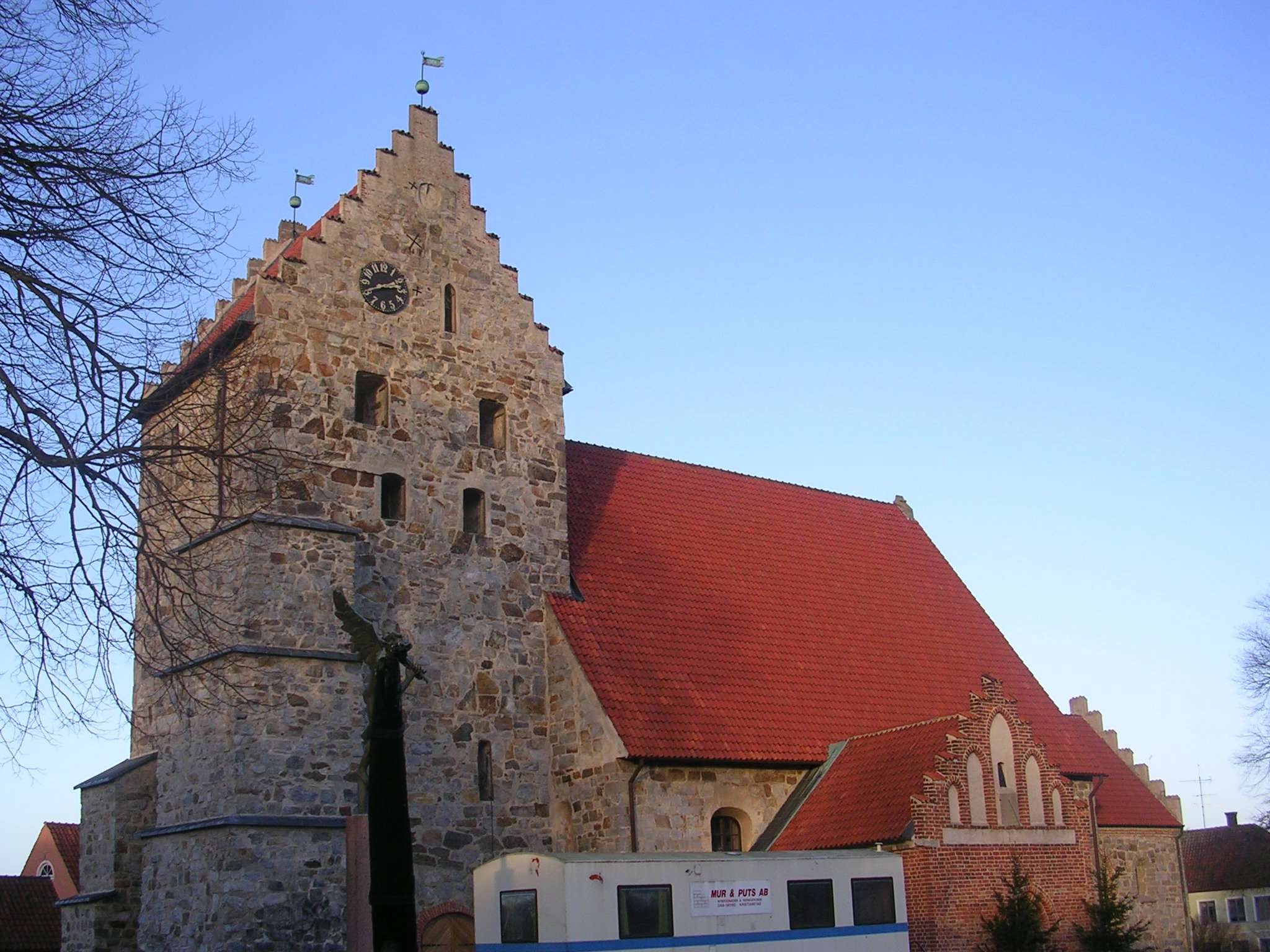
chiesa di San Nicola, una chiesa medievale nel centro di Simrishamn
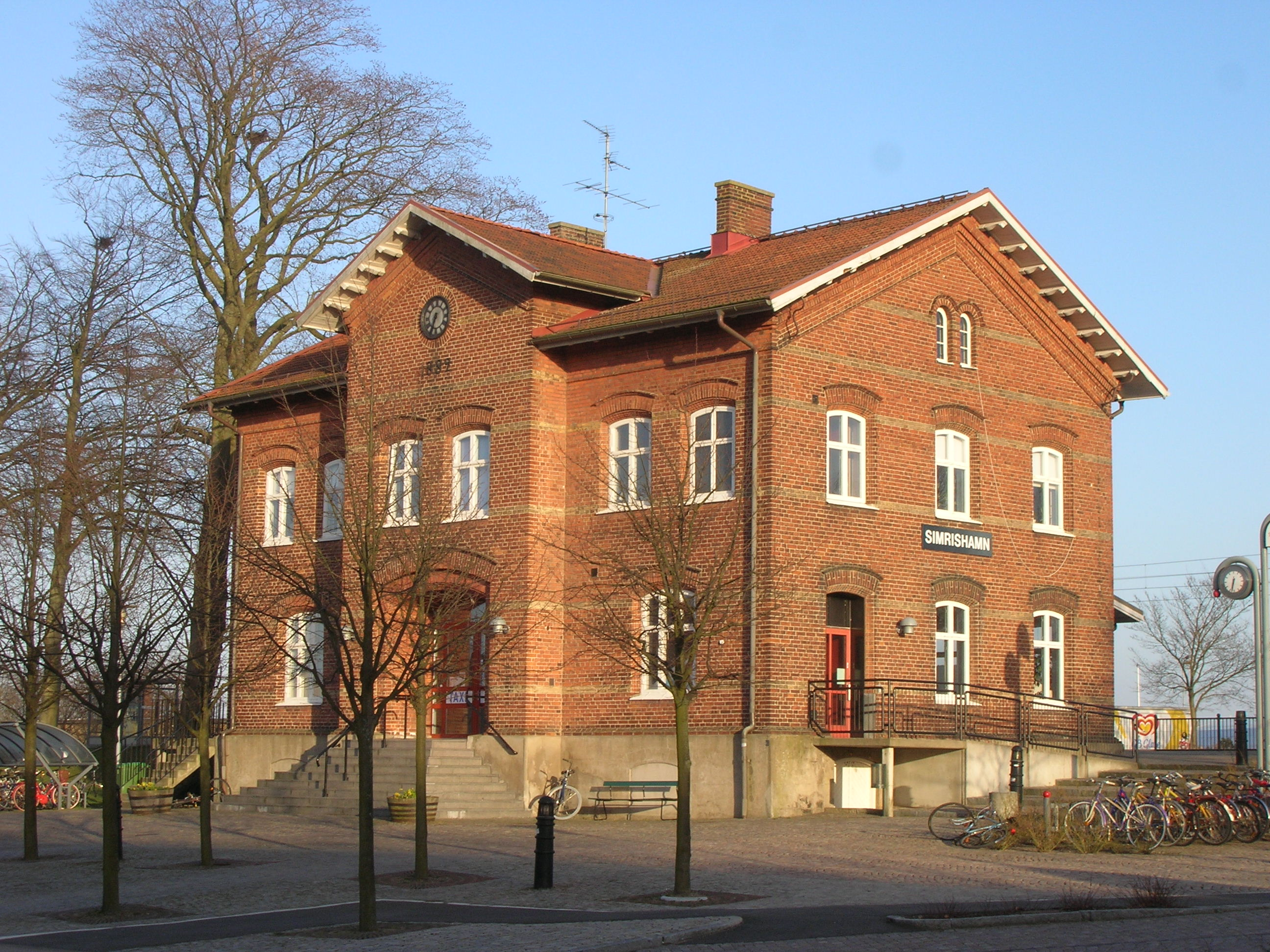
Stazione di Simrishamn

## Amministrazione

### Gemellaggi
- Kołobrzeg